# John Gilbert (Maler)

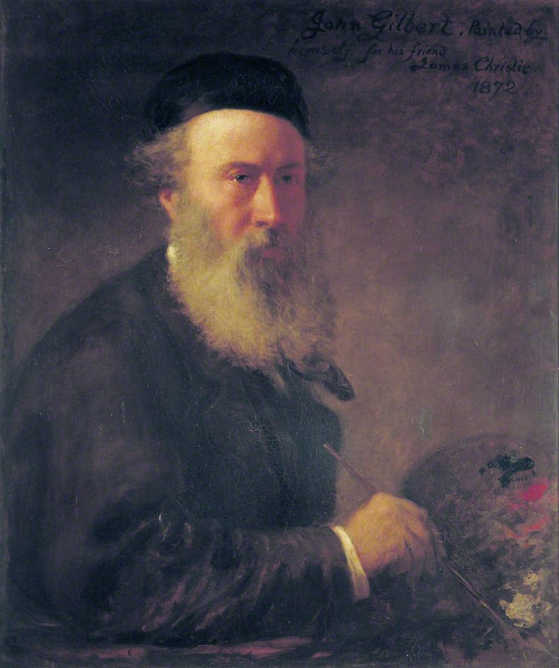
Selbstbildnis (1872)

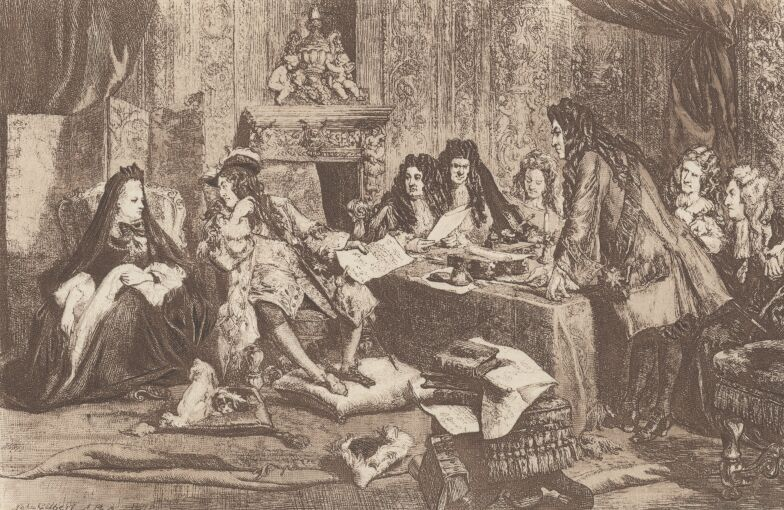
Madame Maintenon in Conference

Sir John Gilbert (* 1. Juli 1817 in Blackheath, London; † 5. Oktober 1897) war ein britischer Maler und Aquarellist. Bekannt wurde er durch seine Zeichnungen für die Illustrated London News und das London Journal, aber vor allem durch seine Buchillustrationen für Werke von William Shakespeare und Charles Dickens. Obwohl Autodidakt, beherrschte Gilbert zahlreiche künstlerische Techniken. Der Schwerpunkt seiner Arbeiten lag aber beim Holzschnitt und dem Aquarell.
Obwohl er nicht akademisch ausgebildet war – die Aufnahme an der Royal Academy School hatte er nicht geschafft –, stellte er ab 1836 an beiden Schulen aus. 1854 wurde Gilbert Mitglied der Society of Painters in Water Colours, einer Gesellschaft, die sich zunächst in Abgrenzung von der Royal Academy um eine bessere Anerkennung der Aquarellmalerei als Kunstform bemühte. Ab 1871 führte John Gilbert die Society of Painters in Water Colours als Präsident. Unter seiner Präsidentschaft wurde die Society of Painters in Water Colours als Royal Society of Painters in Water Colours (seit 1988 Royal Watercolour Society) anerkannt. 1872 wurde Gilbert als Knight Bachelor in den Adelsstand erhoben.